# Josef Novotný (bezpartijní politik)
Josef Novotný (* 29. prosince 1949) je český a československý středoškolský pedagog, bývalý politik a poslanec Sněmovny národů Federálního shromáždění za Občanské fórum po sametové revoluci.

## Biografie
Maturitu složil na Lepařově gymnáziu v Jičíně a vystudoval pak Filozofickou fakultu Univerzity Karlovy, obor čeština – anglický jazyk. Nastoupil jako učitel na nynější Masarykovu obchodní akademii v Jičíně, kde učil od roku 1974 do roku 2013. Před rokem 1989 on a Radek Schovánek publikovali samizdatovou edici Nos. Byl sledován Státní bezpečností. K roku 1989 se profesně uvádí jako středoškolský učitel SeŠ, bytem Jičín.
V prosinci 1989 zasedl v rámci procesu kooptací do Federálního shromáždění po sametové revoluci jako bezpartijní poslanec, respektive poslanec za OF, do české části Sněmovny národů (volební obvod č. 41 – Jičín, Východočeský kraj). Ve Federálním shromáždění setrval do konce funkčního období, tedy do voleb roku 1990.
Angažoval se v ochotnickém divadle. V akademickém roce 1994/1995 po úspěchu ve výběrovém řízení nastoupil na učitelskou stáž v USA. V roce 2008 získal Cenu města Jičína. Dlouho vyučoval na Masarykově obchodní akademii (dřívější Střední ekonomická škola). V roce 2014 se uvádí, že odešel do důchodu.